# Mont Lassois
Le mont Lassois est une importante butte-témoin située sur la commune de Vix près de Châtillon-sur-Seine dans le nord de la Côte-d'Or. Dominant d'environ 100 m la haute vallée de la Seine et couronné par une église du XIIe siècle classée monument historique, il est actuellement l'objet de fouilles et de découvertes archéologiques notoires concernant la civilisation de Hallstatt.

## Géographie et végétation

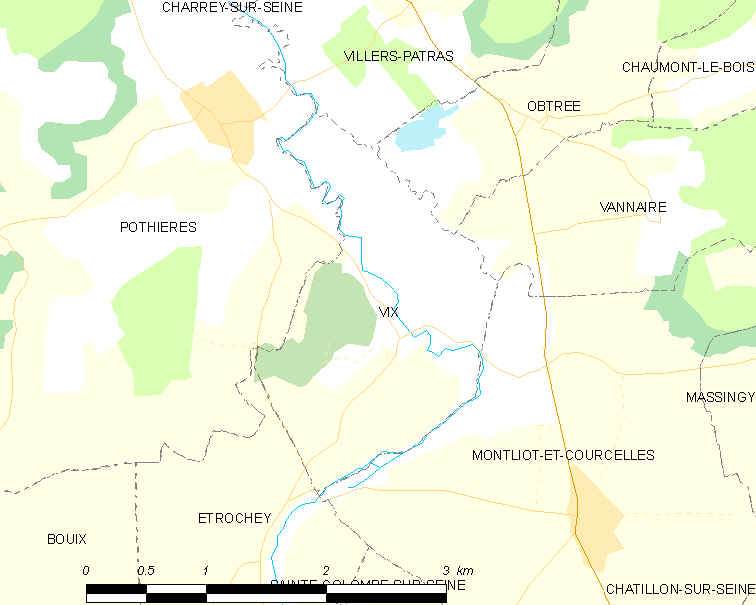

Le mont Lassois se présente sous forme générale d'un J orienté sud-nord. Sa branche principale, où se situe à 306,4 mètres le point culminant, est dénommée mont Saint-Marcel et sa branche secondaire, à 280 mètres d'altitude et orientée est-ouest, mont Roussillon. L'église Saint-Marcel est implantée à la jonction des deux branches.
Couvert de taillis et forêts, il est offre dans sa partie supérieure de larges clairières herbues alors que ses parties inférieures sont dévolues aux cultures céréalières et fourragères. Depuis 1980 la culture de la vigne, délaissée au début du XXe siècle, se réimplante sur ses pentes : cépages pinot noir et chardonnay destinés à la production du crémant du Châtillonnais.

## Historique

### Oppidum de la période celte

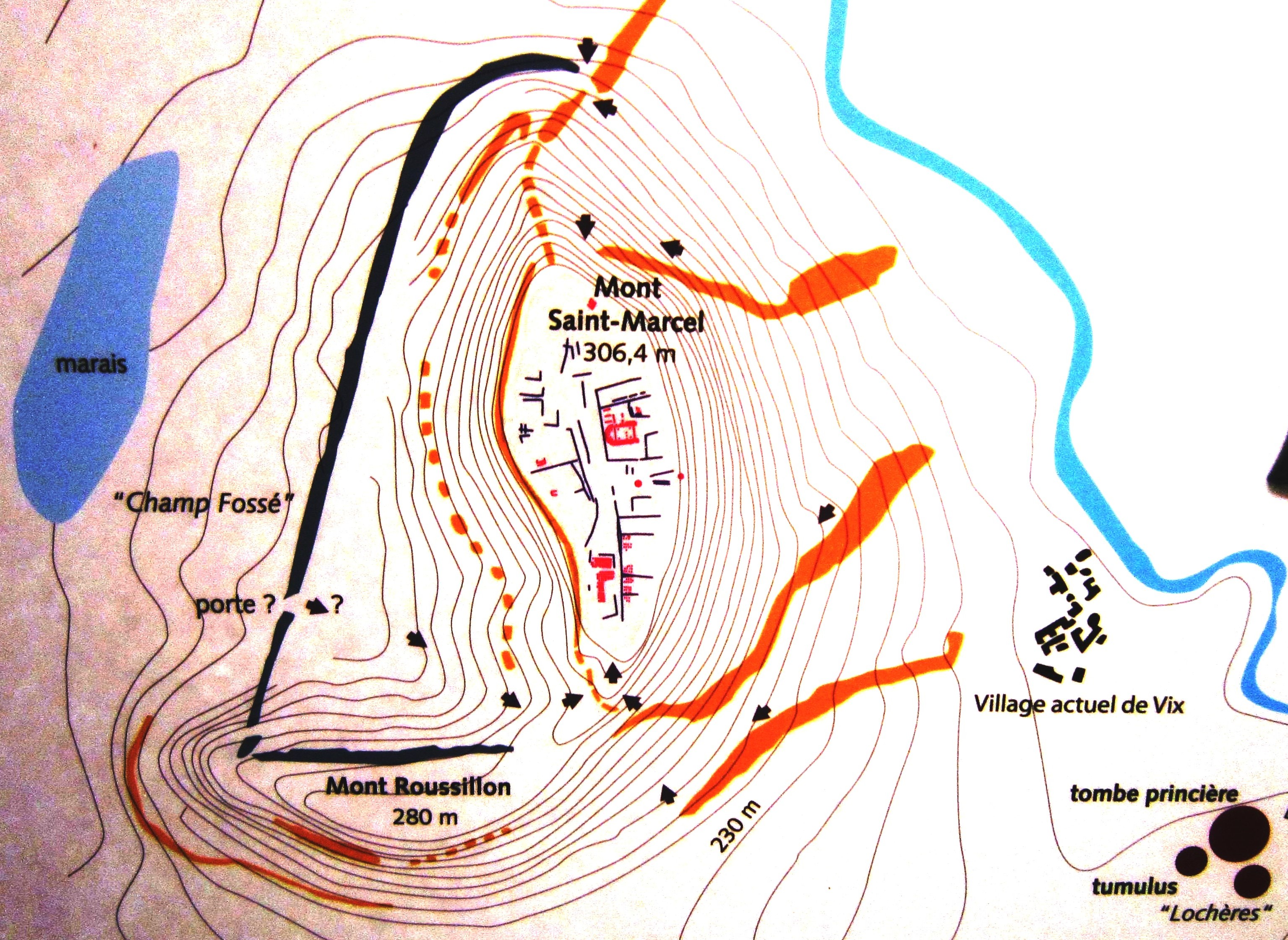
La cité du mont Lassois (musée du Pays Châtillonnais)

Dominant le cours de la Seine et occupé dès le néolithique cet oppidum semble avoir contrôlé la circulation sur l'itinéraire antique de l'étain de Grande-Bretagne vers l'Italie à la fin du Hallstatt. Le Palais de Vix et la cité fortifiée qui l'entoure témoignent de cette période. Dirigée par une aristocratie féminine au VIe siècle av. J.-C. la population locale profite sans doute de cette situation pour taxer les convois de passage. L'opulence qui en découle se révèle à travers la richesse des sépultures édifiées selon le rite funéraire de la tombe à char. Entre autres un très riche tumulus de Vix renferme les restes d'une femme probablement reine ou prêtresse, découverte révélatrice du statut de la femme dans la société celtique. L'occupation du mont Lassois semble ensuite décliner provisoirement au bénéfice du développement par les Lingons de Vertillum distant de 20 km.

### Antiquité tardive et période mérovingienne
À la fin de la période gallo-romaine l'occupation de la partie basse de l'oppidum et la plaine environnante par un vicus serait à l'origine de la reconquête du mont et de l'apparition de la cité de Latiscum qui relève les murailles hallstatiennes. Selon le récit tardif d'un moine de Pothières, à la fin du IVe siècle les Vandales de Chrocus, qui dévastèrent les cités de la vallée du Rhône avant d'être défaits devant Arles, assiègent et détruisent la ville qui est cependant rapidement reconstruite. L'agglomération semble christianisée très tôt comme en témoignent des tessons décorés de motifs chrétiens venant d’ateliers gallo-romains d’Argonne. Vers 451, menacé par les Huns, Saint-Loup évêque de Troyes s'y réfugie et vers 519 Saint-Valentin, fondateur de l'abbaye de Griselle, y naît. La cité perdure et se développe pendant le haut Moyen Âge où Latiscum devient une cité majeure comme en témoignent la nécropole mérovingienne retrouvée près du sommet et les monnaies mérovingiennes puis carolingiennes retrouvées portant la mention de Lasticum.

### Période carolingienne
À l’époque carolingienne, on assiste à un déplacement de l’habitat vers le mont Roussillon où un oratoire est dédié à saint Marcel dès le IXe siècle. Latisco apparaît alors sous l’appellation de castellum, c’est-à-dire un château au centre du castrum, village fortifié sur une hauteur. Dans le langage vulgaire de l’époque, le nom de Latisco devient Latss. Le Lassois est alors un pagus et un important archidiaconé du diocèse de Langres qui englobe Bar-sur-Seine et Châtillon quand le comte palatin Girart de Roussillon, fondateur de l'abbaye de Pothières à quelques kilomètres et de celle de Vézelay y fait construire un château. Au mois de mai 859, un concile provincial présidé par Rémy, archevêque de Lyon, dépouille celui-ci de toutes ses charges dont sa forteresse de Lassois qui est rasée jusqu’aux fondements. Le mont Roussillon abritait alors un petit monastère dépendant l’abbaye Saint-Marcel-lès-Chalon qui le cède vers 887 à Geilon, évêque de Langres.

### La disparition
Quelques années plus tard une incursion de Normands entraîne la ruine du site et le château ducal de Châtillon devient le centre névralgique du Lassois qui s'étend en 1068 au nord de Bar jusqu'à Bourguignons. En 1111 ou 1112 à la suite de la donation par Beatrix, épouse de Guy III de Vignory, de l’église Saint-Marcel à l’abbaye de Molesme cette dernière l'érige en prieuré sur le mont Roussillon. Ce prieuré du Lassois ne survit pas au Moyen Âge : si son prieur est encore attesté en 1227 toute occupation de la butte semble cesser dans le courant du XIVe siècle. Entre-temps, à partir de 1163, Bar et Châtillon sont devenus deux doyennés indépendants l'un de l'autre.

## Église Saint-Marcel

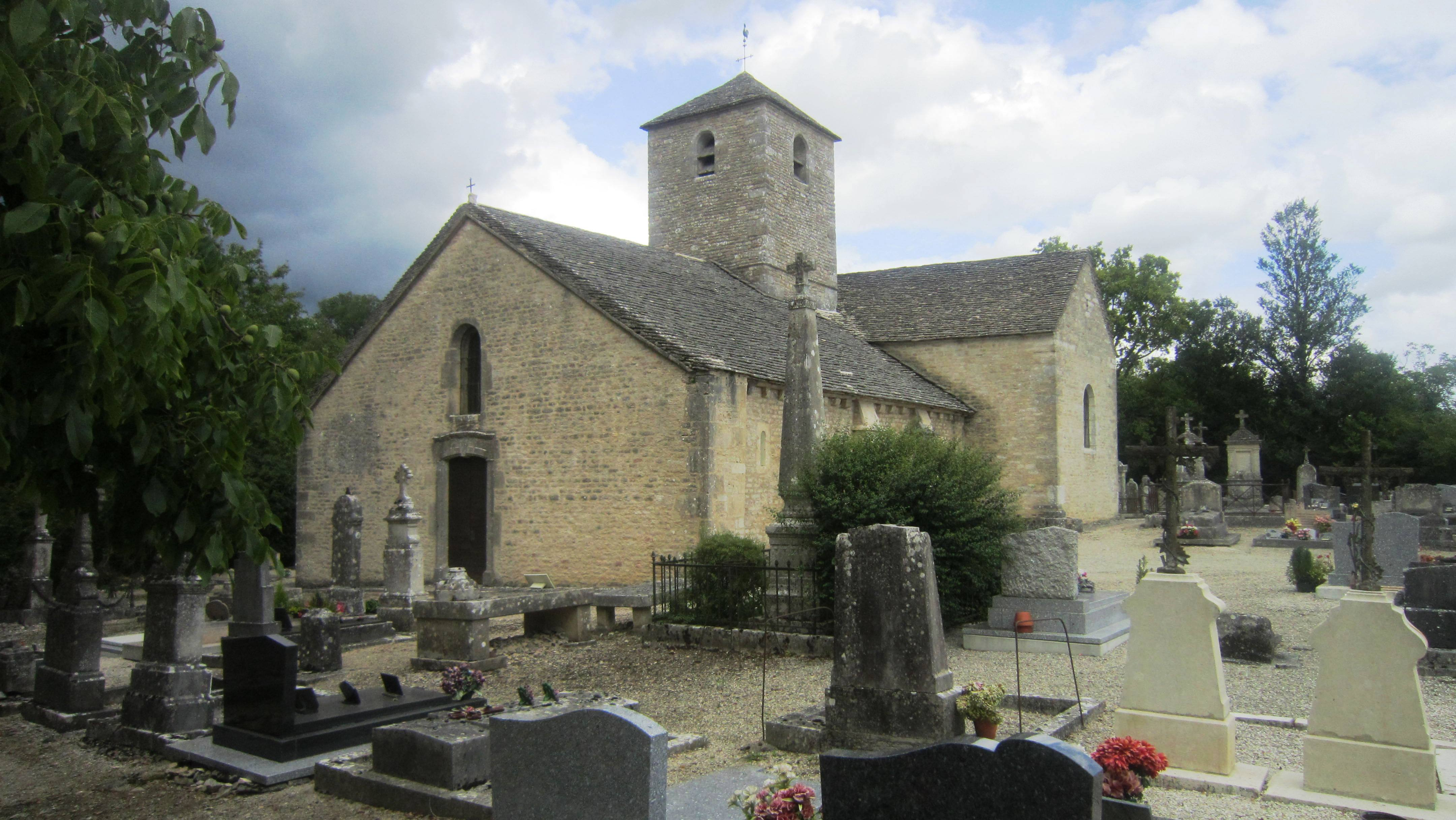
L'église Saint-Marcel.

On trouve dès 887 trace d'une abbaye Saint-Marcel au sommet du mont. Au XIIe siècle une église romane desservant les communes limitrophes est construite sous le plateau sommital au lieu-dit Mont Roussillon. Les murs ont été en partie bâtis avec des réemplois de sarcophages d’un proche cimetière mérovingien et un de ceux-ci est exposé dans l'église. Elle pourrait avoir succédé à la chapelle du château du IXe siècle disparu.
Le clocher carré, qui date du XVe siècle comme le chœur pentagonal, contient une cloche fondue en 1824 dont le parrain est le maréchal Marmont. Saint-Marcel,  Classé MH (1914), est un témoin en excellent état de conservation des premières constructions en pierre aux limites du nord de la Bourgogne et de la Champagne. Entourée de son cimetière, elle est actuellement accessible par une route assez étroite et en forte pente depuis Vix.

## Fouilles archéologiques

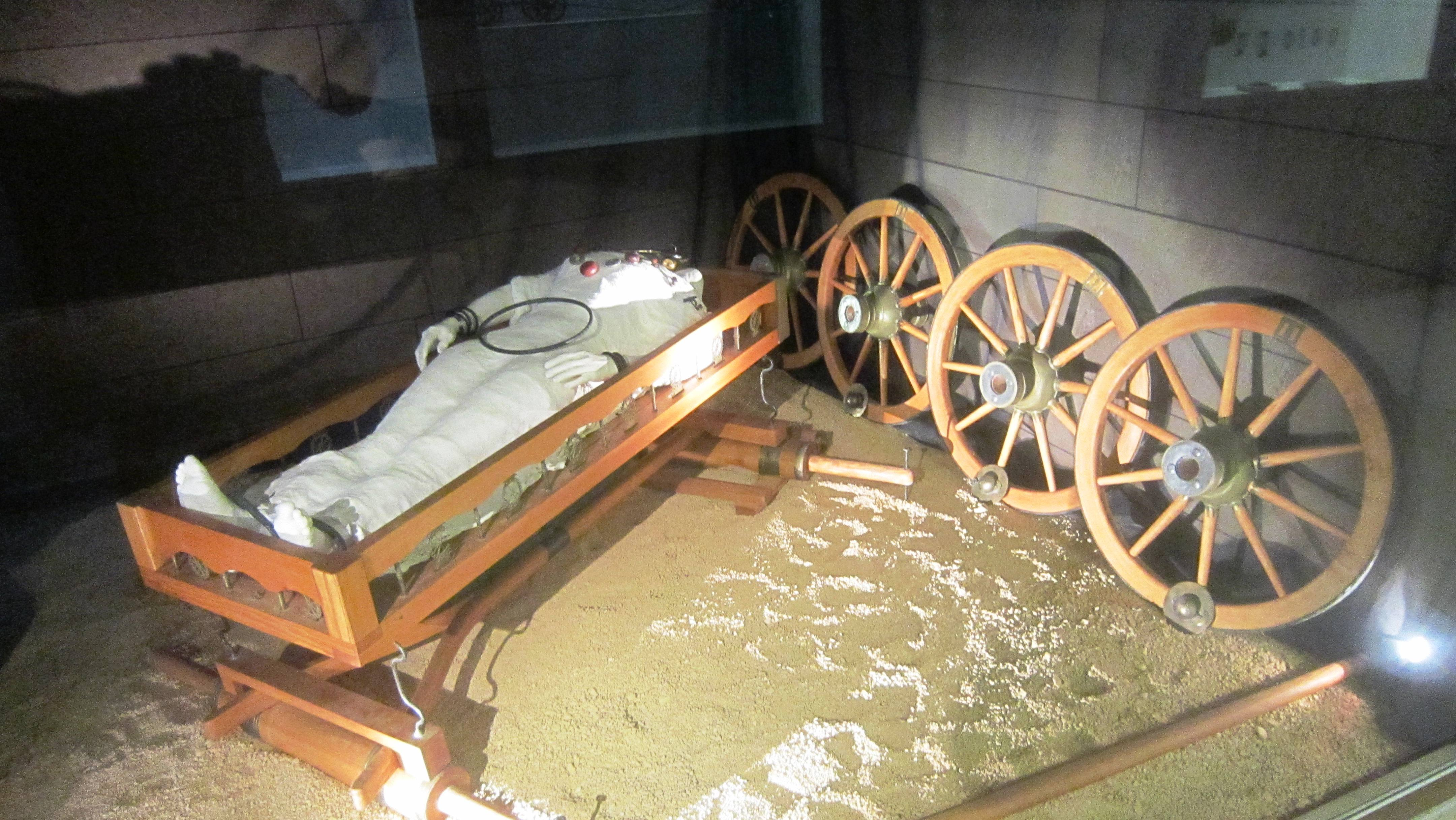
Reconstitution de la tombe de Vix
musée du Pays Châtillonnais

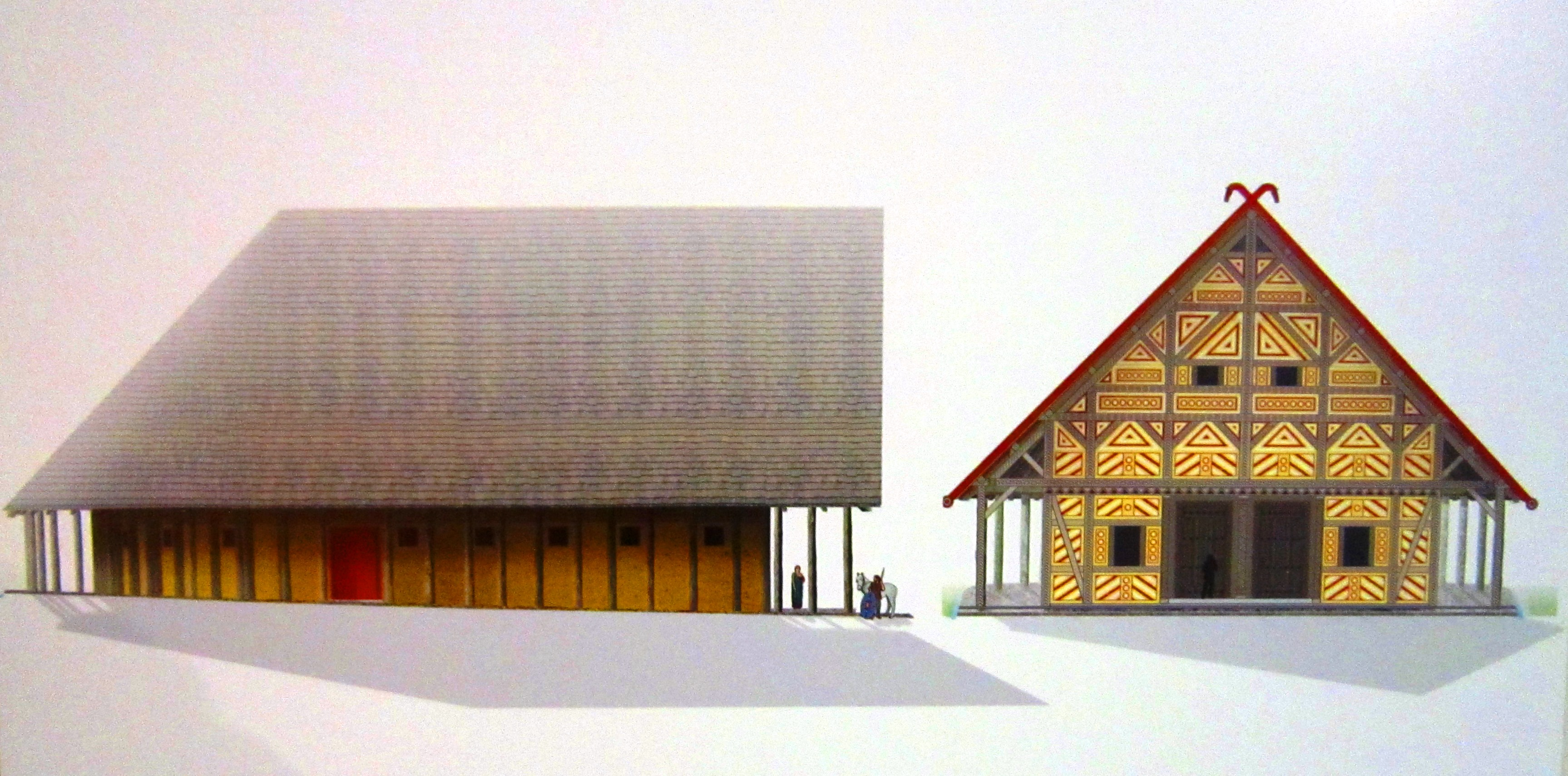
Reconstitution du « palais »
musée du Pays Châtillonnais

Le hiatus d'occupation entre la fin du Hallstatt et l'époque gallo-romaine laisse les traces de la civilisation celte plus accessibles aux fouilles que dans d'autres lieux où ces deux niveaux historiques se sont succédé directement.
Dès le XIXe siècle des tombes à char protohistoriques sont découvertes non loin de là à Sainte-Colombe-sur-Seine. L'une d'elles fournit un grand lébès en bronze d'origine étrusque ou anatolienne conservé au musée du Pays Châtillonnais et une autre des bijoux en or, bracelets et boucles d'oreille, conservés au musée d'archéologie nationale à Saint-Germain-en-Laye. À partir de 1930 les fouilles des parties moyenne et inférieure du mont par Jean Lagorgette,, secondé par Maurice Moisson, permettent la récolte de matériel gallo-romain. Ces fouilles sont reprises après la guerre et en janvier 1953 la découverte, dans une boucle de la Seine au pied du mont, du vase et de la tombe princière de Vix par Maurice Moisson et René Joffroy réactualise l'intérêt pour le potentiel archéologique du site.

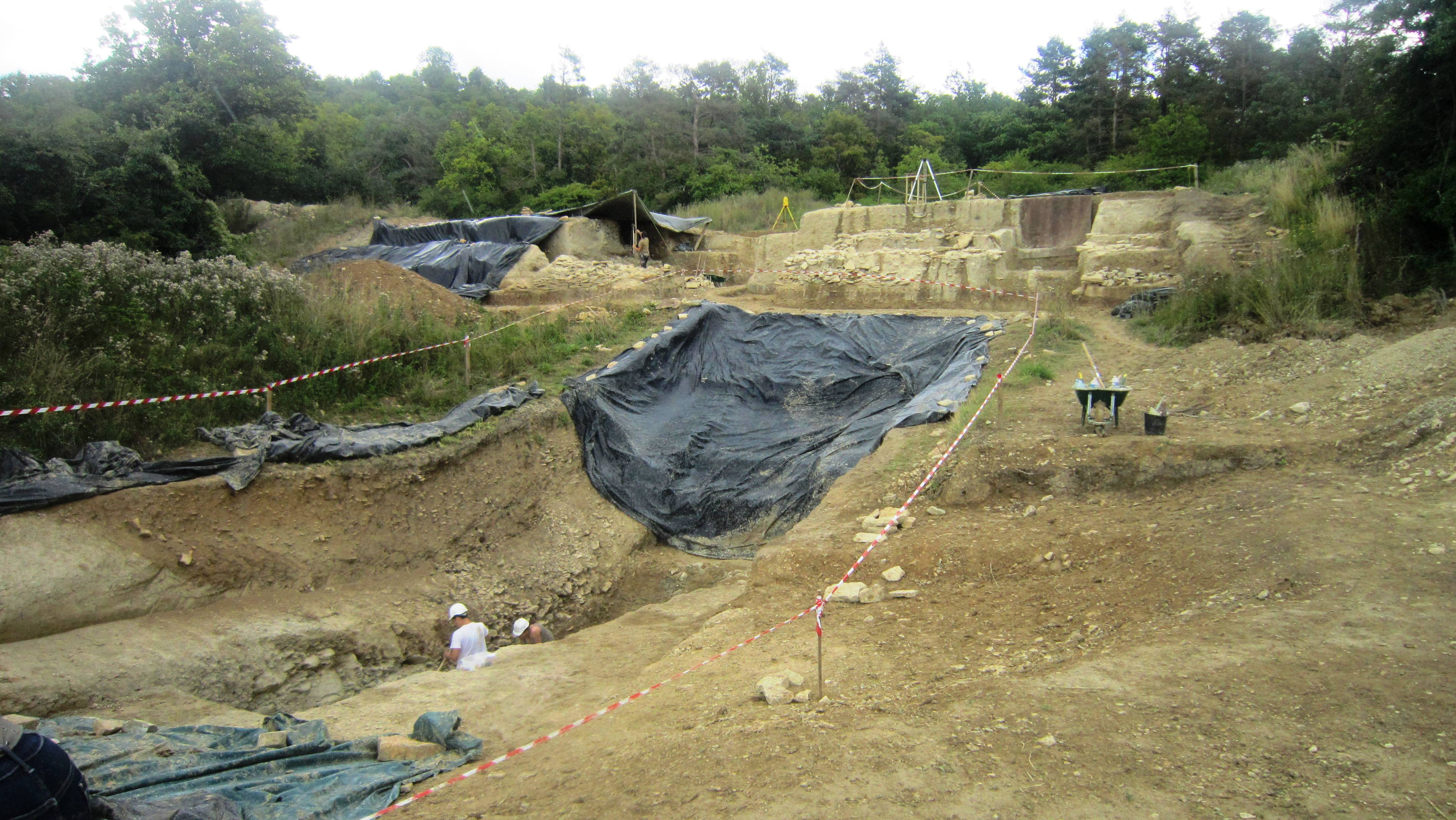
Les fouilles en 2014 au niveau de la porte ouest du rempart.

À partir de 2002, de nouvelles fouilles sur le plateau sommital de l'oppidum débouchent sur la découverte des vestiges du palais de Vix, un très grand bâtiment situé dans un ensemble de constructions assimilable à une ville, phénomène nouveau à cette époque dans le monde celtique. Ces fouilles, menées chaque été par des équipes archéologiques allemandes (Université de Kiel et de Stuttgart), autrichiennes (Université de Vienne), françaises (Université de Bourgogne) et suisses (Université de Zurich) coordonnées par Bruno Chaume ont permis de dégager depuis un rempart périphérique imposant ceinturant la base du mont et ouvert au nord vers le lit de la Seine ainsi qu’une probable exploitation agricole en plaine, à proximité du lieu de découverte du cratère de Vix et d'un sanctuaire déjà identifié et fouillé.